# Ascotaiwania licualae
Ascotaiwania licualae är en svampart som beskrevs av J. Fröhl. & K.D. Hyde 2000. Ascotaiwania licualae ingår i släktet Ascotaiwania, ordningen Sordariales, klassen Sordariomycetes, divisionen sporsäcksvampar och riket svampar.   Inga underarter finns listade i Catalogue of Life.